# Adiós (canción de Jesse & Joy)
«Adiós» es una canción interpretada por el dúo mexicano Jesse & Joy para su segundo álbum de estudio, Electricidad (2009). La compañía discográfica Warner Music México la lanzó como el sencillo principal del álbum en julio del 2009.

## Vídeo musical

### Filmación
El vídeo fue grabado en México, bajo la dirección de Esteban Madrazo.

## Promoción
La canción ha sido incluida en varios álbumes recopilatorios y álbumes en vivo además también está dentro de las listas de canciones incluidas en sus giras musicales.

## Listas musicales
| País           | Chart     | Lista                  | Mejor posición |
| 2009           | 2009      | 2009                   | 2009           |
| -------------- | --------- | ---------------------- | -------------- |
| Estados Unidos | Billboard | Hot Latin Songs        | 13             |
| Estados Unidos | Billboard | Latin Pop Airplay      | 3              |
| México         | Billboard | Mexico Airplay         | 4              |
| México         | Billboard | Mexico Espanol Airplay | 3              |
| México         | Billboard | Mexico Popular Airplay | 41             |

## Historial de lanzamiento
| Región | Fecha               | Formato                     | Discográfica              | Ref.   |
| ------ | ------------------- | --------------------------- | ------------------------- | ------ |
| México | 21 de julio de 2009 | Descarga digital, Streaming | Warner Music S.A. de C.V. | [ 14 ] |